# Neon Knights
„Neon Knights“ je skladba britské heavymetalové skupiny Black Sabbath z jejich alba Heaven and Hell (1980). Jde úvodní skladbu a nazpíval ji americký zpěvák Ronnie James Dio.
Text je plný mýtů, legend a středověké kultury. Objevuje se tu kapitán, „neónoví rytíři“, draci, krvaví andělé, králové, šakali a křížové výpravy. Text napsal Dio jako poslední věc pro toto album a je to jediný text, na kterém spolupracoval i basák Geezer Butler (hlavní textař z dob Ozzyho), protože nevěděl, zda chce v kapele zůstat.
Skladba se stala součástí koncertů s Diem a často jí zpívali i následující zpěváci skupiny. Skupina Heaven and Hell ji hrála jako přídavek a občas i Diova sólová skupina.

## Seznam skladeb
1. „Neon Knights“ – 3:49
2. „Walk Away“ – 4:21 (případně „Children of the Sea“ – 6:30)

## Sestava
- Ronnie James Dio – zpěv
- Tony Iommi – kytara
- Geezer Butler – baskytara
- Bill Ward – bicí
- Geoff Nicholls – klávesy

## Coververze
- Iron Savior – Unification (1999)
- Steel Prophet – Genesis (2002)
- Turbo (Polsko) – Awatar (2001)
- Westworld – Cyberdreams (2002)
- Queensrÿche – Take Cover (2007)
- Sapattivuosi – Ihmisen merkki (2009)
- Warrior – tribute album Neon Knights - A Tribute to Black Sabbath (2010)[1]